# Organogênese
A Organogênese é parte do processo de desenvolvimento embrionário no qual os três folhetos germinativos (ectoderme, mesoderme e endoderme) se diferenciam e dão origem aos órgãos internos do organismo.

## Formação do embrião
O zigoto, ao se formar, sofre sucessivas mitoses, originando células que constituem a mórula. As mitoses prosseguem e as células começam a se distribuir em regiões específicas, iniciando uma diferenciação celular. A massa celular que se organiza neste instante se denomina blástula. Na espécie humana, a blástula recebe o nome de blastocisto. A blástula admite uma divisão espacial: as células periféricas constituem o trofoblasto, ligado à formação da placenta, e as células mais internas formam o embrioblasto, que dará origem ao embrião propriamente dito; além do embrioblasto, o interior da blástula possui uma cavidade, a blastocele.
Após a formação da blástula, o embrião tem seu desenvolvimento continuado com a gastrulação, processo pelo qual a blástula origina a gástrula. Na gástrula, identificam-se os folhetos ectodérmicos e mesentodérmicos, este último dará origem aos folhetos da mesoderma e endoderma. Há o surgimento de uma cavidade, formada pelo dobramento da gástrula sobre si mesma, processo chamado invaginação. A cavidade gastrocele, conhecida também como arquêntero, possui uma abertura chamada blastóporo, ao contrário da blastocele que não possuía abertura.
Em seguida o embrião atinge a fase de nêurula. A passagem da fase de gástrula a de nêurula é denominada neurulação. Compreende a formação da mesoderma. A partir daí, a mesoderma induz a ectoderme a formar o tubo neural (também chamado de canal neural). Na nêurula, já se observa o celoma. A conclusão do desenvolvimento embrionário se dá com o processo organogenético, isto é, de formação de órgãos. Lembrando que alguns autores consideram a fase de neurulação como a primeira fase do processo de Organogênese. Esse processo elabora as maneiras das células embrionárias se formarem como um todo.

## Organogênese humana
Durante a organogênese, ocorrem divisões e especializações celulares. Os três processos embrionários dão origem a órgãos e estruturas do corpo do embrião, além dos anexos embrionários (folhetos germinativos). Nessa perspectiva, é válido afirmar que:
- A ectoderma origina a epiderme e seus anexos (pelos, unhas, etc.), outras três são: mucosas corpóreas (oral, anal e nasal), o esmalte dos dentes, o sistema nervoso (através do tubo neural), nos olhos (retina, cristalino e a córnea) a hipófise, entre outros;
- A mesoderma, por sua vez, é dividida em epímero, mesômero e hipômero. O epímero forma o esqueleto axial, a derme (tecido conjuntivo) e o tecido muscular. O mesômero, rins, gônadas e ureteres. Por fim, o hipômero, que origina os músculos lisos e cardíacos, além de três serosas: pleura (reveste externamente o pulmão), o pericárdio (revestimento cardíaco) e peritônio (abdomem).
- Já a endoderma é de onde surgem os alvéolos pulmonares e as seguintes glândulas: fígado, tireóide, paratireóide; além de derivar o revestimento interno dos tratos digestório e respiratório.

## Anexos embrionários
Resultam dos folhetos parietal e visceral. O folheto parietal também é chamado de mesoderma somático, ao passo que o folheto visceral pode ser ainda denominado mesoderma esplâncnico. O mesoderma somático (ou somatopleura) origina o âmnio e o cório, estruturas que revestem externamente o embrião. Já a esplancnopleura (mesoderma esplâncnico) gera o alantóide e o saco vitelino.
A placenta é um órgão de origem feto-materna que ocorre exclusivamente em mamíferos, surgindo com os marsupiais e aumento a complexidade entre os eutérios. O Ornitorrinco e a equidna, apesar de mamíferos, não possuem placenta.